# Casa a la plaça Clarà i carrer Pare Roca (Olot)
La casa a la plaça Clarà i carrer Pare Roca d'Olot (Garrotxa) és una obra inclosa a l'Inventari del Patrimoni Arquitectònic de Catalunya, actualment enderrocada.

## Descripció
Era una casa de planta irregular, adequada a la forma del xamfrà. Disposava de tres façanes que donaven a tres carrers diferents. Estava conformada per uns baixos, amb locals comercials, i tres pisos, dels quals el primer i el segon tenien balcons i el darrer amb finestres. A més, disposava d'un àtic reculat, fet posteriorment. La façana va ser estucada amb dos colors diferents: ocre per emmarcar les obertures i verd pel mur. Destacaven els frontons arrodonits que decoraven alguns balcons i els modillons que els sustentaven (dobles a la cornisa) decorats amb fullatges.

## Història
La plaça Clarà juntament amb el passeig de Barcelona, constitueixen les dues operacions urbanes del segle xix que intervenen més clarament al procés de creixement de la ciutat. Des del 1627 al 1731, l'actual solar de la plaça estava ocupat per l'hort i convent dels Caputxins. L'any 1835, el convent, en poder dels carlins, va ser incendiat per les forces governamentals. A mitjans del segle xix s'utilitzà per a fins militars. L'any 1868 sortí a la llum un projecte per la seva urbanització, fet pel Joan Cordomí, que finalment no es va dur a terme. L'any 1871 es tirà endavant el projecte d'Esteve Pujol. L'any 1925, es remodelà el jardí interior.